# Clementină
Clementinul (Citrus × clementina) este un fruct citric; hibrid dintre Citrus × deliciosa și portocal.
Se spune că clementinele ar fi fost descoperite accidental, prin hibridizare, de către părintele Clément Rodier în 1902.
Însă, a fost descoperit că în China au fost cultivate mult mai devreme, aproximativ cu 6 secole mai devreme, aproximativ în anul 1302. În S.U.A au fost aduse în 1914. Se cultivă mai ales în Spania.
Beneficile clementinelor: sunt un aliat excelent împotriva virusurilor de sezon, pot fi utilizate în curele de slăbire, conțin antioxidanți naturali, îmbunătățesc vederea și reduc stresul.
Aceste fructe conțin sâmburi. Gustul și aspectul diferit al clementinelor se datorează soiurilor diferite de portocal și mandarin din care rezultă clementinele.
În categoria vitaminelor prezente în clementine se încadrează 48,8 mg de vitamina C, 0,6 mg de niacină și 0,2 g de tocoferol.Mineralele pe care 100 de grame de clementine le conțin: potasiu (177 mg), calciu (30 mg) și fosfor (21 mg).
Clementinele mai sunt utilizate în tratarea urticariilor și previn formarea cheagurilor de sânge.